# Passiflora barclayi
Passiflora barclayi là một loài thực vật có hoa trong họ Lạc tiên. Loài này được (Seem.) Mast. mô tả khoa học đầu tiên năm 1871.